# Верёвкин, Василий Трофимович
Василий Трофимович Верёвкин (14 февраля 1914 — 14 июля 1944) — гвардии капитан Рабоче-крестьянской Красной армии, участник Великой Отечественной войны, Герой Советского Союза (1944).

## Биография
Василий Верёвкин родился 1 (по новому стилю — 14) февраля 1914 года в деревне Кривополянье, прилегающей к Раненбургу (ныне — Чаплыгин Липецкой области) в рабочей семье. Окончил техникум, после чего работал электромонтёром. В 1934 году Верёвкин был призван на службу в Рабоче-крестьянскую Красную армию Раненбургским районным военным комиссариатом Рязанской области. В 1937 году он окончил военную авиационную школу лётчиков в Энгельсе, в 1943 году — курсы штурманов. В 1940 году Верёвкин вступил в ВКП(б). С августа 1943 года — на фронтах Великой Отечественной войны. В звании гвардии капитана командовал эскадрильей 155-го гвардейского штурмового авиаполка (9-й гвардейской штурмовой авиадивизии, 1-го гвардейского штурмового авиакорпуса, 5-й воздушной армии, 2-го Украинского фронта).
К июню 1944 года Василий Верёвкин совершил 102 успешных боевых вылета на штурмовике «Ил-2». 14 июля 1944 года он был сбит над целью и погиб. Спустя 22 дня после гибели ему было присвоено воинское звание майор.
Был женат на Нечаевой Евдокии Фёдоровне.

## Награды
Указом Президиума Верховного Совета СССР от 26 октября 1944 года за «образцовое выполнение боевых заданий командования на фронте борьбы с немецкими захватчиками и проявленные при этом мужество и героизм» гвардии капитан Василий Верёвкин посмертно был удостоен высокого звания Героя Советского Союза. Также был награждён орденом Ленина, двумя орденами Красного Знамени и орденом Отечественной войны 1-й степени.

## Память
В честь Верёвкина названа улица в родной деревне.